# Léon Yombe
Léon Yombe, född 7 april 1944, är en friidrottare från Kongo-Brazzaville. Han deltog vid olympiska sommarspelen 1964.